# Clemmys
Genre
Statut CITES
Clemmys est un genre de la famille des Emydidae.

## Liste des espèces
Selon GBIF (30 juillet 2025) :
- † Clemmys aquatilis Hong, 1982
- Clemmys guttata (Schneider, 1792)
- † Clemmys hutchensorum Bourque, 2016
- Clemmys maximus Hoser, 2021
- Clemmys praetortus Hoser, 2021
- † Clemmys schansiensis Ping, 1932
- † Clemmys ukoi Bachmayer, 1957
- † Emys gaudryi (Depéret, 1885)

D'autres tortues ont précédemment été classées dans cet ordre tel que Glyptemys insculpta (Clemmys insculpta Le Conte, 1830),  mais en a été retiré du fait de marqueurs génétiques spécifiques et différents de Clemmys guttata.
Tous les spécimens du genre Clemmys sont des espèces exotiques envahissantes (EEE) interdite en France.

## Taxonomie
Le nom valide complet (avec auteur) de ce taxon est Clemmys Ritgen, 1828.
Clemmys a pour synonymes :
- Melanemys Shufeldt, 1919
- Nanemys Agassiz, 1857